# Кордун
Кордун (хрв. Kordun) је географска и историјска област која обухвата простор између Петрове горе и реке Мрежнице у данашњој Хрватској. Између 1990. и 1995. године Кордун је био део САО Крајине и Републике Српске Крајине.

## Етимологија
Назив Кордун настао је у раздобљу Војне крајине и уско је повезан са стратешким значењем краја. Долази од француске ријечи cordon која значи врпца, низ или ред. У овом случају то се односи на низ повезаних стражарница и утврђења према истуреном турском подручју западне Босне. Улогу стражарница вршили су средњовјековни бургови који су претворени у граничне карауле и чардаке који су били постављени на таквим међусобним раздаљинама да су визуелно могли једни с другима бити у контакту.

## Географија
Рељефно, Кордун је пријелазна зона између динарског планинског подручја (Лика) и равничарског простора средишње Хрватске. Терен је углавном брежуљкаст с мањим узвисинама (200-300 m) које се поступно повећавају према Петровој гори, највишем врху Кордуна смјештеном у његовом средишту. Читаво подручје гравитира Карловцу и представља дио шире Покупско-кордунске регије. Највећа градска насеља на Кордуну су Војнић, Слуњ, Вргинмост и Топуско.

### Границе
Кордун је етнокултурална регија с нејасно одређеним границама: на југу ријеком Кораном, на западу Мрежницом, на сјеверу Купом, те на истоку Глином и тзв. „сувом“ границом према БиХ. Међутим, постоје разлике између рељефних и етнографских граница. Тако се простор Ласиње на сјеверу чешће сматра дијелом Покупља, а Топуског на истоку дијелом Баније.
Границе Кордуна су једном повећане дипломатским путем 1791. године Свиштовским миром, када је из састава Османског царства издвојена погранична зона око Цетинграда и Дрежник Града (тзв. „суха међа“), која се од тада сматра дијелом Кордуна.

### Управа
Данас се у оквиру Кордуна налази један град (Слуњ) и пет општина (Цетинград, Вргинмост, Крњак, Раковица и Војнић). Понекад се у састав Кордуна уврштавају и општине Ласиња и Топуско. Све општине сем Вргинмоста и Топуског које припадају Сисачкој припадају Карловачкој жупанији.

## Историја

### Антика и средњи век
Први народ на Кордуну били су ратоборни Јапуди (Јаподи или Јапиди), смјеса Келта и Илира, а остаци су им први почеци Влаха. Покорио их је за римску државу Октавијан освојивши 35. п. н. е. њихово главно упориште Метулум. У римско доба, на Кордуну је граница између провинција Далмације и Паноније. Од Сења је водила важна цеста преко Капеле. Код Модруша била је главна раскрсница (бивијум), цеста за долину Крке у Крањској и долину Глине (према Панонији) и на Уни. Кордун је већ тада пролазно, транзитно подручје. На Уни се цеста из Сења преко Капеле спаја са цестом из Солина за Сисак, која је ишла уз Уну.
Остатака из римских времена нађено је код Св. Петра на Мрежници, па Каменског, Топуског, а на самом Кордуну код Слуња, Цвијановић Брда, Цетина и Примишља, али углавном мало.
У старо хрватско време Кордуном тече граница између Далматинске и Посавске Хрватске, затим између Хрватске и Славоније. Хрватска иде тада од мора до Капеле, а од Кордуна је већ Славонија. Тек касније, највише у вези са сеобама, помиче се назив Хрватске до Купе, па до Саве и Драве. Историчар Клаић каже о томе да је Хрватска до 14. вијека, прије Турака, сезала с југа до Пласког и Модруша. Тек од 15. вијека и посебно у 16. вијеку сеже она до Купе, кад се овамо склањају племићи и народ са југа.
У оквиру краљевине Угарске ово подручје је подијељено између средњовјековних жупанија Дрежника, Горе и Горице. Као феудални господари наметнули су се кнезови Нелипићи, након њих Бабонићи, да би у 14. вијеку већина Кордуна прешла под власт кнезова Франкопана. То је раздобље густе насељености овог краја, када се развија читав низ утврђења, насеља и самостана. Најзначајнији франкопански центри су били Дрежник и Слуњ. У сјеверном дијелу Кордуна налазила се Перна (данашње село код Топуског) која је већ 1225. добила градска права, затим самостан Злат (данашње село Славско Поље) и цистерцитска опатија Топуско.
О важности овог простора у предтурском раздољу свједочи и то да се 1527. године, након Мохачке битке, у Цетину код Слуња састао хрватски сабор и изабрао Фердинанда Хабзбуршког за хрватског краља. Међутим, турска освајања су убрзо захватила и ово подручје. Након пада тврђаве Дрежник 1578. године, Кордун постаје ничија земља између Хабзбуршког и Османског царства, изложена сталним пустошењима. Иако Турци нису успјели заузети Слуњ, а 1579. је основана и нова тврђава Карловац, незаштићено становништво околних насеља се готово у потпуности исељава. Кордун је тада сасвим опустео, а до новог насељавања ће доћи тек у 18. вијеку након протјеривања Турака.

### Хабзбуршка управа
По ослобађању од Турака, ово подручје, као ни сусједна Лика и Банија, није враћено под власт хрватског бана, већ је ушло у састав Војне крајине. Тада се врши и организована колонизација становништва, при чему на подручје око Слуња долазе углавном Хрвати, а око Петрове горе Срби. Њихова примарна улога била је војна заштита новог система пограничних утврда према Османском царству. За разлику од средњег вијека, кад је овај простор био подијељен између више жупанија, сада се због стратешког положаја и менталитета нових становника-граничара издваја као посебна покрајина. Из тог раздобља потиче и данашњи назив Кордун (од ријечи кордон).
Средином 1873. године извршено развојачење свих делова хрватске и славонске војне крајине, укључујући и подручје кордунских регименти, али те области нису одмах прикључене Краљевини Хрватској и Славонији, већ су добиле посебну земаљску управу, која се делила на шест крајишких окружја, међу којима је било и посебно Огулинско-слуњско окружје. Тек 1881. године, сва крајишка окружја прикључена су Краљевини Хрватској и Славонији, која је тиме добила границу на рекама Уни и Сави. У оквирима проширене Краљевине, прикључена окружја наставила су да постоје све до 1886. годинне, када је жупанијско уређење протегнуто и на те просторе, тако да је Огулинско-слуњско окружје укључено у састав новостворене Модрушко-ријечке жупаније.
Становништво које је имало војну улогу или се бавило дјелатностима повезанима с војском није могло преживјети искључиво од пољопривреде. Већ крајем 19. вијека почиње исељавање, које се наставило током читавог 20. вијека.

### Досељавање Срба
Кордун је ослобођен од Турака у првом великом рату Аустрије с Турском и коначно је припао Аустрији карловачким миром. Одмах по ослобођењу овог подручја почело је насељавање и овог опустошеног подручја. Ипак Турци никада нису владали цијелим подручјем Кордуна. Они су били задржани код Сјеничака, одакле се њихова власт протезала до слуњских брда, па према Плашком и Јесеници. Дио Кордуна између Мрежнице и Коране иако је био опустошен, Турци нису освојили.
Аустрија је освојила од Турака опустошену земљу. Још четири године прије Карловачког мира карловачки генерал Хеберштајн упада у Крбаву и одводи собом око 100 српских породица и насељава их око Будачког у рејону Карловца. Затим сљеди досељавање још 286 породица (2.784 душе) које се насељавају око Будачког, Перјасице, Коларића и Тржића. Ово досељавање помогао је карловачки генерал Штрасолд и турањски капетан барон Фрањо Оршић. Године 1687. крајишка војска упада у предјеле око Кладуше, којом приликом је из овог краја одведено 120 српских породица, које су насељене по Перјасиции и Тржићу. Бариловићки капетан Халерштајн довео је још 120 српских породица и населио их по Коранском бријегу, Косијерском селу и Великом Козинцу. Турањски капетан барон Кулмер населио је у Тушиловићу 70 породица године 1717. Али већ године 1721. одавде су пребачени преко слуњских брда, да се не свађају око земље и испаше са старосједиоцима у Мостању и Турњу, а и да се удаље од карловачке тврђаве. Још 1689. генерал Хеберштајн издаје међашни лист и разграничава досељенике од старосједелаца, јер је долазило до честих свађа око испаше и ометања посједа.
У вријеме када је насељавано подручје око Будачког огулински капетан Кристифор Храниловић, родом из Жумберка, довео је 200 породица и населио их у Скраду, Вељуну и Благају. Подручје Војнића делимично је насељено када и предио око Доњег Будачког. Јача насељавања подручја Војнића извршена су у времену трећег рата Аустрије с Турском, када је послије Београдског мира (1739) Аустрија изгубила предијеле с десне стране Уне. Тада је велики број српских породица преселио у Банију, али их је доста стигло и у предио Војнића.
Године 1711. карловачки генерал Рабата насељава око 200 српских и хрватских породица у предјелу Раковице, између Слуња и Плитвица.
Овим би углавном било завршено насељавање Кордуна. Године 1715. међу насељеницима на Кордуну било је завладало осјећање несигурности, па је почело исељавање у доње крајеве. Није утврђено што је проузроковало ту појаву. За вријеме ових покрета становништва Карловачки генералат је изгубио 1.011 војника, што није био мали губитак.
Свиштовским миром године 1791. послије четворогодишњег ратовања са Турском добила је Аустрија на Кордуну још 15 квадратних миља од Турске. Послије овог мира на подручју историјске Хрватске Турској је остало још само 17 квадратних миља територије. То је предио око Кладуше који данас припада Босни и Хрецеговини. Поменутим миром Аустрија добива на Кордуну градове Цетин и Дрежник. Тада су насељене данашње парохије Кордунски Љесковац, Машвина и Садиловац. То су такозвана „новоселија“. Свиштовским миром Аустрија добива и такозвани лички Кордун од Небљуса до Срба. Овај предио и под Турцима је био насељен српским становништвом, па није било нових насељавања.

### Модерна историја
Распадом Аустроугарске монархије 1918. године, Кордун улази у састав Краљевине Срба, Хрвата и Словенаца (Југославије). Модрушко-ријечка жупанија се укида 1922. године и Кордун постаје део Приморско-крајишке области, да би потом, 1929. године ушао у састав Савске бановине, а 1939. године у састав Бановине Хрватске.
Током Другог светског рата, регион је био под окупацијом такозване Независне Државе Хрватске. Снаге НДХ извршиле су низ масакра и ратних злочина над локалних српским и другим цивилним становништвом Кордуна. Након Другог светског рата Кордун је постао део нове социјалистичке Југославије у оквиру које је административно припадао СР Хрватској. Након издвајања Хрватске из Југославије 1991. године, Кордун улази у састав Републике Српске Крајине, да би после војног пораза РСК ушао у састав Хрватске.

## Становништво
Кордун је током читавог 20. вијека био изразито емиграцијско и депопулацијско подручје, што је појачано страдањем у ратовима. Према попису становништва из 2001. године има око 25.000 становника. 1931. године исти простор имао је близу 100.000 становника.
По националној структури ријеч је о изразито мјешовитом подручју (око 52% Хрвата, око 40% Срба те око 6% Бошњака). И овдје се, као и у Лици, могу издвојити двије зоне: у јужном дијелу (Цетинград, Раковица и Слуњ) већинско становништво су Хрвати, а у сјеверном дијелу (Вргинмост, Војнић и Крњак) Срби.
Већина Срба са Кордуна је протерана 1995. током војне акције „Олуја“.

## Привреда
Кордун је изразито рурално подручје са земљиштем релативно неповољним за обраду. То је посебно изражено у јужном дијелу (околина Слуња) гдје продиру дијелови динарског крша. У историји је становништво било везано за војну службу у Војној крајини, тако да никада није зависило искључиво о пољопривреди.
Након Другог свјетског рата, отварани су мањи индустријски погони у локалним центрима (Крњак, Слуњ, Војнић), али без већег учинка на развој краја. Данас се могућност развоја види у туризму, посебно на слуњском подручју због близине Плитвичких језера.

## Споменици и знаменитости
- Остаци средњовјековних градова и утврђења (Цетинград, Клокоч, Перна, Слуњ)
- Растоке
- Спомен подручје Петрова гора (партизанска болница и споменик)
- Бараћеве шпиље

## Познати Кордунаши
- Јово М. Бижић (1927—2003), учитељ, писац
- Никола Вукојевић (1882—1931), писац, прозаист
- Павле Јакшић (1913—2005), професор физике и математике, писац, генерал-пуковник ЈНА, народни херој
- Владимир Матијевић (1854—1929), привредник
- Сава Мркаљ (1783—1833), филолог и филозоф
- Душан Мркић (*1939), писац, службеник канадског министарства иностраних послова
- Гојко Николиш (1911—1995), лекар, генерал-пуковник ЈНА, писац, народни херој
- Огњеслав Утјешеновић Острожински (1817—1890), политичар, књижевник, публициста
- Симо Мраовић (1966—2008), песник, писац
- Милан Нералић (1875—1918), мачевалац, учесник 2. Олимпијских игара 1900. године у Паризу
- Милан Вујаклија (1891—1955), писац и преводилац
- Бранко Машић, српски књижевник